# Liste des épisodes du Collège fou, fou, fou
Le Collège fou, fou, fou (ハイスクール!奇面組, Haisukūru! Kimengumi) est une série télévisée d'animation japonaise de 86 épisodes réalisée par le Studio Comet. Elle est à l'origine diffusée du 12 octobre 1985 au 26 septembre 1987 sur Fuji TV, au Japon, et basée sur le manga Highschool! Kimengumi de Motoei Shinzawa, pré-publié pour la première fois dans le magazine Weekly Shōnen Jump de 1982 à 1987.

Logo français de la série.

En France, la série est diffusée du 8 novembre 1989 au début des années 1990 dans l'émission Club Dorothée, sur la chaîne télévisée TF1. Elle est régulièrement rediffusée depuis, notamment sur Mangas, TMC, MCM et L'Énôrme TV.

## Épisodes
| No | Titre français                                                                       | Titre japonais | Titre japonais | Date de 1re diffusion |
| No | Titre français                                                                       | Kanji          | Rōmaji         | Date de 1re diffusion |
| --- | ------------------------------------------------------------------------------------ | -------------- | -------------- | --------------------- |
| 1 | La Présentation                                                                      |                |                | 12 octobre 1985       |
| Anne-Laure (rebaptisée par la suite Laura) est présentée à sa nouvelle classe de collège par sa professeure, Mlle Hilary. Elle se lie ensuite rapidement d'amitié avec une autre fille de la classe, Juliette (rebaptisée par la suite Julie), grâce à qui Laura fera la connaissance de la bande des Joyeux Loufoques, une bande de cancres farfelus composée de Rei, Ted, Jeannot, Jim et Dan. Après une altercation entre lui et le reste de sa bande, Ray est attaché à un vélo miniature puis traîné dans la cour du collège pour le punir d'avoir mangé tous leurs beignets. Par la suite, la bande affronte les Bourreaux des cœurs qui tentent de faire la cour à Laura. Ils parviennent à les vaincre d'une manière complètement farfelue. |                                                                                      |                |                |                       |
| 2 | La Tentation                                                                         |                |                | 19 octobre 1985       |
| L'épisode commence avec un cours de gym de Mr Cessa. Cependant, lui, ainsi que cinq autres professeurs, dont Mlle Hilary, sont convoqués par le directeur de l'établissement qui leur reproche de ne pas assez gérer les fortes têtes. Au fil de l'épisode, chaque professeur raconte ses mésaventures avec différentes bandes : Mr. Hong avec les Costauds, Mlle Hillary avec les Bosseurs, Mr Lenane avec les Bourreaux des cœurs, et un autre avec les Bons samaritains. Le directeur leur conseille d'effectuer une série de tests pour prouver l'honnêteté de leurs élèves. De ce fait, chaque chef de bande et Laura sont conviés malgré eux pour ces tests. À la sortie du collège, deux brutes colossales sèment la terreur et capturent Laura et Hilary. Pour les sauver, chaque chef allie ses forces. |                                                                                      |                |                |                       |
| 3 | Un drôle de match                                                                    |                |                | 26 octobre 1985       |
| La bande des Joyeux Loufoques et des Costauds constituent deux équipes adverses de baseball pour un match d'entraînement dans leur collège. Cependant, les Joyeux Loufoques n'ayant aucune expérience en la matière, le match tourne en véritable dérision. Entretemps, Ted est à la fois l'un des joueurs mais aussi commentateurs aux côtés de Mlle Hilary. |                                                                                      |                |                |                       |
| 4 | Le Grand nettoyage / Mademoiselle est malade                                         |                |                | 2 novembre 1985       |
| Le Grand nettoyage : C'est le début des vacances pour tous les élèves, mais pas pour les Joyeux Loufoques. Mlle Hilary leur confie l'objectif de nettoyer tout l'établissement pour se racheter de leurs fautes qu'ils ont commises depuis le début du trimestre. Ils décident de désherber, sortir les poubelles, et même de nettoyer le sol de leur classe, mais tout ne s'avère pas aussi simple. L'établissement finit finalement en ruine après l'explosion d'un obus de la Seconde Guerre mondiale qu'ils ont trouvé dans la cour de l'école. Mademoiselle est malade : Mlle Hilary est clouée au lit après avoir attrapé froid à la suite d'un rendez-vous avec Mr Cessa. Se sentant coupable, Cessa lui rend visite pour prendre soin d'elle. Entretemps, les élèves de sa classe (Les Joyeux Loufoques, Laura et Julie) décident de lui rendre visite. Ceux-ci décident d'apporter quelques cadeaux. Sur le chemin, les Joyeux Loufoques, qui ne savent pas où habite leur professeure, s'assomment par moments et rendent visite malgré eux à Mlle Hilary qui, elle, ne supporte pas leur présence. Ils parviennent à la trouver, mais leurs cadeaux la rendent folle de rage. |                                                                                      |                |                |                       |
| 5 | L’Examen de fin d’année                                                              |                |                | 9 novembre 1985       |
| Mlle Hilary prépare ses élèves à l'examen de fin d'année au collège qui se déroule le lendemain. Ray et ses copains, qui avaient auparavant échoué quatre fois, décident de s'y mettre sérieusement et de réviser. Ted fait un exercice d'anglais, Jeannot d'histoire, Dan lit, Jim prend au hasard ses réponses et Ray fait un exercice de mathématiques. Cependant, le jour J, une équipe de télévision vient perturber l'examen, causant le chaos dans la classe. Finalement, la bande est admise au lycée et obtient son diplôme. |                                                                                      |                |                |                       |
| 6 | La Rentrée                                                                           |                |                | 7 décembre 1985       |
| C'est la rentrée au lycée. Julie (qui a changé de coiffure pour l'occasion) et Laura se retrouvent. Une nouvelle classe leur est attribuée, et avec un nouveau professeur encore novice en la matière, Mlle Macaron. De son côté, Rei, qui pensait être à l'heure pour sa rentrée, se présente à ses nouveaux camarades, mais par inadvertance, dans son ancien collège. Il court donc aussi rapidement que possible vers son nouveau lycée mais se présente peu avant la fin du premier cours. Le chaos s'installe peu à peu pour ce premier jour. Au second chapitre de l'épisode, on aperçoit le Gang des femmes en train de sécher un cours. De son côté, Mlle Macaron, qui en train de corriger les copies, est prise à partie par Mlle Hilary qui lui montre comment un vrai professeur se doit de corriger ses copies. De là, elle aperçoit une copie vierge appartenant à la chef du Gang des femmes, qu'elle convoque par la suite. Mlle Hilary tentera de la gifler, mais elle giflera Ray par inadvertance. La pensant rebelle et ayant vue juste, Ray et Mlle Hilary sauvent le Gang des femmes d'une bagarre contre un autre gang qui aurait pu mal finir. |                                                                                      |                |                |                       |
| 7 | Le Tournoi de basket                                                                 |                |                | 14 décembre 1985      |
| L'équipe de basket-ball du lycée fait appel aux Joyeux Loufoques pour les remplacer, du fait que d'autres groupes plus talentueux se soient inscrits : Les Costauds, les Bons samaritains, et les Bourreaux des cœurs. Le premier match des Joyeux Loufoques est gagné d'avance, le match adverse ayant déclaré forfait. Pour le deuxième match, les Bourreaux des cœurs sont aidés par leurs groupies qui les encouragent à cor et à cri, mais elles sont freinées par Laura et le match est gagné par les Joyeux Loufoques. Leur troisième match se fait face aux Bons samaritains et est gagné grâce à Dan. Leur dernier match, face aux Costauds, est gagné grâce à Ray lors d'un tir franc. |                                                                                      |                |                |                       |
| 8 | Une course folle / Qui est à l’appareil ?                                            |                |                | 21 décembre 1985      |
| Une course folle : Laura tente d'apprendre à faire du vélo pour s'en servir et aller au lycée avec (« au collège » dans l'anime et d'une manière erronée). Julie et les Joyeux Loufoques montrent les différentes manières d'utiliser un vélo. Qui est à l’appareil ? : Un plaisantin procède à des harcèlements téléphoniques depuis une cabine téléphonique pendant la soirée. Laura et Julie soupçonnent un étudiant en proie à la dépression et au stress du fait que les examens approchent. Laura étant la première victime du harceleur, elle est rappelée par ce dernier. Elle l'encourage par la suite à ne plus faire de blagues, ce qu'il considère comme une révélation et promet de ne plus jouer les troubles-fêtes. Cependant, peu après avoir pris cette résolution et en sortant de la cabine, il est appréhendé par un policier. |                                                                                      |                |                |                       |
| 9 | Drôle de partie de cartes / Un chien pas comme les autres                            |                |                | 4 janvier 1986        |
| Drôle de partie de cartes : Les Joyeux Loufoques, Julie et Laura jouent aux cartes chez Mlle Hilary à l'occasion de la nouvelle année qui se profile. Cependant, l'incompréhension règne et la partie se finit dans le chaos le plus total où les étrennes (que Mlle Hilary voulait faire en cadeau aux Joyeux Loufoques) finissent en cendre dans un feu. Un chien pas comme les autres : Un concours de chiens se tient en ville. Julie et les Joyeux Loufoques y participent. À cette occasion, Ray présente son nouveau chien, que Laura baptisera plus tard Lassie. Cependant, ce chien semble aussi déluré que son nouveau maître, voire pervers. Ray et d'autres concurrent s'affrontent à part avant le concours, mais Ray finit par être poursuivi par tous les chiens du concours. |                                                                                      |                |                |                       |
| 10 | Le Loup-garou                                                                        |                |                | 11 janvier 1986       |
| L'un des membres des Bons samaritains est attaqué pendant la nuit par un assaillant inconnu. La presse du lycée soupçonne qu'un membre du club de boxe soit derrière tout ça. Les Joyeux Loufoques, qui voulaient élucider l'affaire, se retrouve au club de boxe, mais se retrouvent au sein d'une altercation entre les Bons samaritains, qui veulent venger leur compère tabassé, et les membres du club de boxe, qui nient toute implication dans l'agression. Guy parvient à tabasser tous les membres, sauf un, qui est moins costaud et courageux que ses compères. Après avoir été expulsé dehors par Guy, qui lui a juste donné une pichenette, on apprend que ce membre, qui s'appelle Maurice, devient un furieux boxeur robuste après avoir regardé la lune et que c'est lui qui tabassait les gens la nuit. |                                                                                      |                |                |                       |
| 11 | Querelle / Bagarre de boules de neige                                                |                |                | 18 janvier 1986       |
| Querelle : Une querelle éclate entre Julie et Laura. Les Joyeux Loufoques tentent de comprendre la situation. Laura pense que c'est du fait qu'elle aime Rei, et que Julie doit fait une crise de jalousie. Bagarre de boules de neige : C'est l'hiver, la neige tombe sur le Japon. Laura fait un vœu pour que la neige tienne toute la nuit. Le lendemain, la bande des Costauds et les Joyeux Loufoques s'affrontent dans une bataille de boules de neige. |                                                                                      |                |                |                       |
| 12 | Le Marathon                                                                          |                |                | 25 janvier 1986       |
| La course des filles du lycée se termine, Laura arrive première et Julie deuxième. Le 10 mètres garçon commence ensuite, avec trois candidats exceptionnels que sont Samson (des Costauds), Guy (des Bons samaritains) et Roméo (vainqueur du marathon dernier, également surnommé le « théoricien du marathon »). Ray parvient en tête au début de la course, mais emprunte la mauvaise direction. Il est poursuivi par Mlle Hilary qui tente de l'avertir de son erreur, mais cette situation se termine en course-poursuite comique, Ray ayant peur de son professeur. De leur côté, les coureurs entament la montée d'une côte très raide, Roméo passant premier après avoir effrayé Samson et Guy à l'aide d'une grimace. De son côté, Ray parvient à revenir sur le bon chemin. Ne pouvant plus continuer la course, Samson et Guy lui demandent de battre Roméo. Ils l'aident à le remettre sur le chemin en le jetant vers Roméo avec qui il finir par discuter longuement. Prétexte pour que Ray gagne du temps et le batte. Et c'est finalement Ray qui ressort vainqueur du marathon. |                                                                                      |                |                |                       |
| 13 | Cinéma / À l’eau ! À l’eau !                                                         |                |                | 1er février 1986      |
| Cinéma : L'épisode démarre avec un rendez-vous galant entre Laura et Roméo. Il s'agit finalement d'une scène de tournage au sein du lycée. En réalité, Mr Johnson cherche un partenaire pour Laura, la vedette de son film, une comédie sentimentale. Avec les Joyeux Loufoque sur le plateau, le casting finit dans le chaos. À l’eau ! À l’eau ! : Laura, son petit frère, et Julie se rendent au sauna le soir. Les Joyeux Loufoques, Lassie et la petite sœur de Ray sont également sur place. Ainsi, les filles vont de leur côté et les garçons du leur. |                                                                                      |                |                |                       |
| 14 | Histoires de chiens / Histoire de chocolats                                          |                |                | 8 février 1986        |
| Histoires de chiens : Lassie (« Racky » dans l'épisode) traine avec sa bande de chiens, de laquelle il est le chef, jusqu'à la maison de la chienne qu'il convoite amoureusement. Il la trouve cependant dans les pattes d'un autre, ce qui attise sa jalousie. Lassie décide alors de le provoquer en duel, mais perd une première fois face à son adversaire à la suite d'une terrible charge. Désespéré, il demande que Ray et les Joyeux Loufoques l'entraînent. Ted l'entraîne à la boxe. L'épisode devient ensuite une parodie d'entrainement à la Rocky jusqu'au deuxième duel. Lassie perd une seconde fois mais la chienne qu'il convoite, touchée par son courage, décide de le choisir, lui. L'épisode se termine par Lassie qui, retrouvant ses esprits, est passé à tabac par les Joyeux Loufoques qui ne le considéraient jusque là pas assez entraîné. Histoire de chocolats : À la veille de la Saint-Valentin, Julie retrouve Laura pour lui montrer tous les chocolats qu'elle a acheté pour offrir à tous les garçons du lycée. Le jour J, cependant, elle se rend compte que toutes les filles offrent leurs chocolats. Laura, qui ne voulait pas avouer à qui elle offrait des chocolats à Julie, les offre à Roméo. Julie, qui l'épiait, ne se remet pas de cette nouvelle. Cependant, Laura n'était qu'une intermédiaire qui offrait des chocolats à Roméo de la part d'une autre fille du lycée. |                                                                                      |                |                |                       |
| 15 | Laura est amoureuse / Le Retour du rival                                             |                |                | 15 février 1986       |
| Laura est amoureuse : Julie est tombée amoureuse de Roméo, malgré le fait qu'il soit frivole. Elle explique à Laura qu'elle va lui écrire une lettre d'amour. Après avoir apprise qu'il allait avoir rendez-vous avec chacune des filles du lycée, elle décide de déchirer la lettre et de passer à autre chose. Mais elle tombe ensuite directement amoureuse de Guy des Bons Samaritains avant de déchanter à nouveau. Elle tombe curieusement amoureuse de tous les garçons qu'elle croise hormis Rei. Le Retour du rival : Ray apprend à ses amis l'existence de son rival : Artemus. Ce rival, mais néanmoins ami d'enfance, tentait de faire tout mieux que Rei. Un jour, après l'obtention de leur diplôme, Artemus et Ray s'affrontent dans un duel, et Artemus finit par partir et déménager avec ses parents. Coïncidence, des années après, Artemus et sa famille emménagent à côté de chez Rei. Les deux finissent par s'affronter de nouveau d'une manière loufoque, tandis que leurs familles respectives rentrent chez elles. |                                                                                      |                |                |                       |
| 16 | Un sacré match                                                                       |                |                | 22 février 1986       |
| Artemus s'entraîne seul au football devant Laura et Julie. Ray et les Joyeux Loufoques le rejoignent jusqu'à être aperçu par l'équipe de football de leur lycée. Ils sont pris à partie par une autre et redoutable équipe de football, celle d'Iriwak, classée championne l'année dernière. On apprend qu'elle a été contactée par Mr Cessa, et que c'était une invitation sous le coup d'une blague, mais que l'équipe l'a prise au sérieux. Finalement, les Joyeux Loufoques, en particulier Ray et Artemus, réussissent à faire gagner leur équipe d'une manière loufoque. |                                                                                      |                |                |                       |
| 17 | Le Nouveau professeur                                                                |                |                | 1er mars 1986         |
| Un nouveau professeur est accueilli au sein du lycée Ichio : Samuel Jidaï. Cependant, sa première journée à s'occuper des 10e (classe des Joyeux Loufoques) ne se passe pas comme prévu. Il tente de leur apprendre la discipline élève/professeur, ce qui est un échec. Lors d'un défi prononcé par Rei, Mr Jidaï finit par attraper froid et tombe malade. Alors qu'il pensait pouvoir savourer un délicieux repas en compagnie de Mlle Macaron, il finit par stresser à tel point qu'il fait un malaise. |                                                                                      |                |                |                       |
| 18 | L'Amnésique / Rendez-vous galant pour Mlle Macaron                                   |                |                | 8 mars 1986           |
| L'Amnésique : Une élève entre dans la classe des 10e prétendant avoir perdu la mémoire. Elle sème indirectement la pagaille, voyant à quel point les Joyeux Loufoques tentent de lui faire recouvrer la mémoire. On apprend finalement qu'elle s'était faite passer pour amnésique afin de leur faire une blague. Rendez-vous galant pour Mlle Macaron : Les Joyeux Loufoques rendent visite à Mlle Macaron, mais tombent sur une vieille dame, qui expliquera plus tard veiller sur Macaron sous la demande de son père, une sorte de gouvernante. Elle charge les Joyeux Loufoques de l'espionner sur son rendez-vous avec Mr Jidaï. Il ne s'agit pas concrètement d'un rendez-vous galant aux yeux de Mlle Macaron, mais plutôt d'une ballade où elle peut faire ce qu'elle veut. Voyant les photos discrètes prises par Jeannot, la vieille dame tombe sous le charme de Mr Jidaï. |                                                                                      |                |                |                       |
| 19 | Adieu Ted / Les Tests                                                                |                |                | 15 mars 1986          |
| Adieu Ted : Ted annonce à ses camarades qu'il va déménager. Sa classe décide de lui organiser un rite d'adieu dans lequel il dit tous ses secrets inavouables semant ainsi la pagaille en classe. Finalement, on apprend qu'il déménageait uniquement, et ne changeait pas d'établissement. Fou furieux, sa classe lui court après et Mlle Hilary l'expédie très loin dans le pays. Les Tests : Le ministère de l'éducation tente une expérience pour déterminer les aptitudes physiques des lycéens, et le lycée des Joyeux Loufoques en fait partie parmi des milliers d'autres. Des tests se font alors sous l'œil vigilant de Mr Cessa. Ce dernier finit par les poursuivre, fou furieux de leur manque de sérieux. |                                                                                      |                |                |                       |
| 20 | Mlle Macaron se marie / Des vacances agitées                                         |                |                | 22 mars 1986          |
| Mlle Macaron se marie : Mlle Macaron annonce secrètement à Julie et Laura qu'elle se mariera avec un prétendant qui a réussi à convaincre sa gouvernante. Mr Jidaï et les Joyeux Loufoques l'apprennent très rapidement et décident d'échafauder un plan pour empêcher Mlle Macaron de se marier. Des vacances agitées : Les parents d'Artemus partent travailler et expliquent à Ray et son père qu'ils laissent leur fils seul 3/4 du temps. Ayant pitié, Rei, Julie, Laura et Les Joyeux Loufoques s'invitent chez lui pour lui préparer son petit-déjeuner (que Ray avait mangé). Ils finissent par mettre le feu à la marmite. L'épisode se finit avec une crise de nerf de Julie contre les Joyeux Loufoques. |                                                                                      |                |                |                       |
| 21 | Au feu / Trouble fête                                                                |                |                | 29 mars 1986          |
| Au feu : Le père de Ray allume par inadvertance un incendie chez lui tandis qu'il dort avec une cigarette à la main. Lassie tente tant bien que mal d'éteindre l'incendie alors que le père de Ray est toujours endormi. Il tente aussi de réveiller Ray et sa sœur pour les avertir mais en vain. Finalement, c'est la famille Artemus qui prévient les pompiers. Jusqu'à la réparation de leur maison, Ray et sa sœur sont obligés d'être hébergés chez leurs copains. Trouble fête : Suite de l'épisode précédent, Kiri est hébergée chez Laura, tandis que Ray a du mal à trouver preneur pour l'héberger. Après avoir tiré au sort, c'est Jeannot qui est dans l'obligation d'héberger Rei. Cependant, Ray devient, pendant quelques semaines, un vrai fardeau dans la famille de Jeannot et il est chassé par Jeannot et son père. Il demande alors à Ted de l'héberger. Trop strict, il décide de demander à Jim, qui vit dans un taudis insalubre. Il demande ensuite à Dan, mais part après avoir écouté des explications malaisantes. Leur père, finalement remis et sorti de l'hôpital, vient chercher Kiri. Tous trouvent Ray dans la niche de Lassie. |                                                                                      |                |                |                       |
| 22 | Ted fait des siennes / Un élève peu ordinaire                                        |                |                | 12 avril 1986         |
| Ted fait des siennes : Les Joyeux Loufoques sèment le chaos dans le train pour le départ du lycée. Deux nouvelles élèves observent leur comportement et craignent pour leur avenir. De son côté, Ted sème encore plus le chaos en tabassant des enfants turbulents et en affrontant deux grosses brutes. Les nouvelles lycéennes décident d'intervenir pour mettre un terme aux bagarres. Finalement, Ted est ligoté avec les deux brutes et ne peut sortir du train en même temps que les autres. Un élève peu ordinaire : Suite de l'épisode précédent, Lassie veut devenir élève du lycée avec Ray et sa bande. Il s'intéresse principalement aux filles. Entretemps, Ted revient au lycée couvert de neige car ayant fait escale à la montagne. Les Joyeux loufoques apprennent les rudiments de la bonne conduite au lycée à Lassie. |                                                                                      |                |                |                       |
| 23 | Au boulot Lassie / Ennemi ou amoureux                                                |                |                | 19 avril 1986         |
| Au boulot Lassie : Lassie ne reçoit pas à manger de Rei. Il tente donc de l'extirper du lit. N'ayant pas réussi à déjeuner, il fait la tête à sa famille. Lassie va ensuite quémander de l'affection et de la nourriture à Laura. Il part ensuite voir Ted. Ennemi ou amoureux : L'épisode raconte l'histoire de Dan, des Joyeux Loufoques. Un chef de gang tente de le guérir de sa « nature dépravée » en tentant de l'intimider. N'y parvenant pas, il finit par tomber amoureux de Dan. |                                                                                      |                |                |                       |
| 24 | Laura et les fous / Une histoire de frères et de sœurs                               |                |                | 3 mai 1986            |
| Laura et les fous : Un nouvel élève et ancien prétendant de Laura, Hyppolite Masami, arrive dans la classe des Joyeux Loufoques. On apprend qu'il y a trois ans, il était amoureux de Laura et qu'il la retrouverait où qu'elle aille. Il tente de se familiariser avec sa classe, tentant d'être « fou ». Une histoire de frères et de sœurs : L'épisode débute avec un compte-rendu en classe sur les frères et sœurs dans la classe de Kiri au collège. Jeanette, la sœur de Jeannot raconte les exploits satiriques de son frère. Avant de commencer son histoire, elle l'aimait avant finalement de se rétracter en le haïssant. |                                                                                      |                |                |                       |
| 25 | Jim le glouton / Silence on travaille                                                |                |                | 10 mai 1986           |
| Jim le glouton : L'épisode raconte l'histoire de Jim, des Joyeux Loufoques. Un matin alors qu'il s’empiffre comme à son habitude, ses parents lui apprennent qu'ils partent en voyage quelques jours laissant Jim livré à lui-même. En classe, Jim et Ray n'ayant pas de quoi suffisamment manger tentent de voler les déjeuners des autres. Finalement, les autres ont pitié, et leur donnent quelques éléments de nourriture. Silence on travaille : Mlle Macaron fait travailler ses élèves dans la bibliothèque du lycée en vue des examens qui arrivent. Cependant, Ray empêche les autres d'étudier avec ses pitreries et sème la pagaille en l'absence de Mlle Macaron. À son retour aux côtés de Mlle Hilary, elles remarquent la bibliothèque sens dessus-dessous et Ray seul en train d'étudier. Persuadées que tout est de sa faute, elles finissent par le courser. pour s'occuper de son cas |                                                                                      |                |                |                       |
| 26 | L’amour                                                                              |                |                | 17 mai 1986           |
| Mlle Hillary démarre la classe en lisant une histoire triste à la classe. Cependant, la classe remarque qu'elle a une attitude inhabituelle. Julie, Laura et les Joyeux Loufoques apprennent que Mlle Hillary allait se marier avec Mr Cessa. Désormais, tout le monde au lycée le sait. Ils finissent par l'annoncer publiquement. Les Joyeux Loufoques mettront à l'eau la cérémonie de mariage. |                                                                                      |                |                |                       |
| 27 | Une élève modèle / Sauvetage héroïque                                                |                |                | 24 mai 1986           |
| Une élève modèle : L'épisode démarre avec le père de Ray qui fantasme sur sa sœur Kiri. On apprend qu'elle est élève modèle populaire dans son collège. Quelques uns de ses camarades lui demandent de venir chez elle. Gênée par son frère qui lui fait honte, elle tente de le cacher aux yeux de ses camarades. Pour ne rien arranger, son père et les Joyeux Loufoques jouent à cache-cache dans la maison. Ses camarades finissent par apprendre leur existence et prennent peur. Sauvetage héroïque : Mr Jidaï achète des repas aux Joyeux Loufoques qui prétendent avoir oublié les leurs. Alors que la pluie tombe violemment, ils croisent une fillette en train de se noyer dans un courant violent sous le pont où ils se trouvent. Alors que Jidaï fait tente de tout son possible de sauver la petite fille, les Joyeux Loufoques font les pitres. Il parvient finalement à la sauver au péril de sa vie et est transporté, blessé, à l'hôpital. Le pensant dans un état critique, Mlle Macaron, Julie et Laura se rendent à son chevet. |                                                                                      |                |                |                       |
| 28 | Histoire gourmande / Silence ! Hôpital                                               |                |                | 31 mai 1986           |
| Histoire gourmande : Les filles de la classe font de la cuisine. Chaque fille a cuisiné spécialement pour un garçon. Rei, qui est le seul à ne pas avoir eu de gâteaux, implore les autres de lui donner un bout et tente même de leur en voler. Silence ! Hôpital : Alors qu'elle est en pause-repas avec Laura et les Joyeux Loufoques, Julie est soudainement prise d'une crise d'appendicite aigüe. Elle est amenée d'urgence à l'hôpital. L'opération s'étant bien passée, et Julie étant en convalescence dans sa chambre d'hôpital, Laura et ses copains viennent lui rendre une petite visite. Cependant, les Joyeux Loufoques font les pitres comme à l'accoutumée, et les voisins de chambre de Julie finissent tous dans une chambre stérilisée. Les Joyeux Loufoques sont poursuivis par une infirmière folle de rage. |                                                                                      |                |                |                       |
| 29 | Les Joyeux Loufoques au restaurant / On ne discute pas des goûts et des couleurs     |                |                | 14 juin 1986          |
| Les Joyeux Loufoques au restaurant : Les Joyeux Loufoques inventent une stratégie pour se faire inviter par Mr Jidaï au restaurant chinois de proximité. Alors qu'ils se battent pour des soupes, Mlle Hilary et ses étudiantes font leur entrée et mangent pour cher. Touché dans son amour propre, Mr Jidaï dit finalement aux Joyeux Loufoques de prendre tout ce qu'ils veulent. À la vue de tout ce qu'ils commandent, il finit par regretter son choix. On ne discute pas des goûts et des couleurs : Le père de Laura est en panne d'inspiration dans ses peintures et recherche un modèle. Il fait la rencontre de Nancy de la tour qui penche, une copine de Julie, venue de l'étranger. |                                                                                      |                |                |                       |
| 30 | Jackie a besoin d’un service / Ray fait des propositions                             |                |                | 28 juin 1986          |
| Jackie a besoin d’un service : Pendant un été caniculaire, Jackie rend visite à Ray pour lui demander un service et garder un chat errant qu'elle a trouvée. Ray fait des propositions : Laura fait un rêve dans lequel Ray lui demande de lui préparer de bons petits plats. Chamboulée par ce rêve et secrètement amoureuse de lui, le rêve se concrétise et Ray lui demande effectivement de lui préparer de bons petits plats, car sa sœur Kiri, qui s'occupe habituellement de préparer à manger, souffre des oreillons. |                                                                                      |                |                |                       |
| 31 | À la piscine                                                                         |                |                | 5 juillet 1986        |
| Mr Jidaï annonce à ses élèves qu'un grand tournoi annuel aura lieu la semaine prochaine. Il décide tant bien que mal d'entraîner ses élèves, en particulier les Joyeux Loufoques qui ne cessent de faire les pitres. Le jour J, chacun s'affronte dont Samson, Roméo, Guy et Rei. Après un faux départ, Ray réussit à rattraper son retour en exerçant son pouvoir sur l'eau. Au dernier virage, il concentre toutes ses forces dans ses jambes et parvient à gagner le tournoi. |                                                                                      |                |                |                       |
| 32 | Une histoire de cambriolage / Ted est amoureux                                       |                |                | 12 juillet 1986       |
| Une histoire de cambriolage : Mr Jidaï montre à ses élèves un numéro dans lequel il parvient à se libérer de la corde qui l'attachait en vue d'une fête qui approche. Entretemps, un dangereux voleur armé d'un couteau fait irruption chez Mr Jidaï. Voulant se défendre se défendre, il est ligoté et peine à se libérer. Ted est amoureux : Rêvassant de tomber amoureuse d'un charmant garçon, Julie tombe accidentellement des escaliers de sa maison. Mlle Macaron apprend la nouvelle à la classe. Les Joyeux Loufoques décident d'aller lui rendre une visite, mais finit par confier l'argent pour lui acheter un cadeau à Ted. Ce dernier finit par rendre visite seul à Julie, et sera par inadvertence celui qui l'embrassera pour la première fois. Furieux d'avoir reçu une gifle de sa part, Ted part furieux, mais Julie ne peut s'empêcher de penser à ce premier baiser. |                                                                                      |                |                |                       |
| 33 | Tout est bien qui fini bien / Les Joyeux Loufoques à la mer                          |                |                | 19 juillet 1986       |
| Tout est bien qui fini bien : À la piscine, toutes les filles de la classe accompagnée de Mlle Macaron tombent sur un rideau derrière lequel se cachent en réalité les Joyeux Loufoques qui ont décidé d'organiser un concours de bikinis. Fatigués de leur comportement, Mr Jidaï et Mlle Macaron annoncent au reste de la classe qu'il n'y aura finalement pas classe de mer. Malheureusement, le règlement scolaire qui prévoit des cours de natation les force à tous les emmener en classe de mer, y compris les Joyeux Loufoques. Les Joyeux Loufoques à la mer : Après avoir fait les idiots à la plage, les Joyeux Loufoques se voient confier la tâche de débarrasser la vaisselle. Alors qu'ils ne peuvent même pas faire ça correctement, Mlle Hilary leur confie la tâche de couper des pastèques qu'ils devront servir au reste de la classe comme dessert. Mais même cette tâche s'avère plus que périlleuse. |                                                                                      |                |                |                       |
| 34 | Ray tient son journal de vacances / Feu d’artifice                                   |                |                | 2 août 1986           |
| Ray tient son journal de vacances : Le père de Ray force son fils à tenir un cahier de vacances, comme le fait sa sur Kiri. Voulant se débarrasser de cette corvée, il décide de remplir son cahier de vacances en commençant par écrire une journée complète d'événements. Voyant qu'il a exagéré sur les faits, et qu'il ne peut arracher la page, il tente de vivre concrètement ce qu'il a écrit. L'épisode se termine avec l'arrivée du grand-père de Ray qui, déçu du comportement de son fils et de son petit-fils, les force à tenir un cahier de vacances comme il se doit. Feu d’artifice : Laura reçoit plusieurs cartes de vacances dont celle de Ray qui l'invite à participer à un feu d'artifice sauvage avec ses amis. Elle emmène Julie qui décide de s'incruster. Cependant, en voulant faire le malin avec plusieurs tonnes de mortiers, Ray finit par creuser un trou très profond dans le sol où il est rejoint par Laura. Ils se retrouvent tous les deux en Argentine. |                                                                                      |                |                |                       |
| 35 | Vacances à la campagne / La Fête foraine                                             |                |                | 9 août 1986           |
| Vacances à la campagne : Le grand-père de Ray reçoit une lettre dans laquelle il est écrit que Ray et ses amis viendront passer du temps chez lui à la campagne. Ray retrouve son cousin, Samy, qui leur fait visiter les lieux et leur montre les coutumes locales. L'épisode se termine par un magnifique spectacle de lucioles en pleine soirée. La Fête foraine (l'épisode est appelé : « Feux d'artifice ») : Julie, Laura et les Joyeux Loufoques participent à des stands de jeu dans une fête foraine. |                                                                                      |                |                |                       |
| 36 | Les Joies du camping                                                                 |                |                | 23 août 1986          |
| La classe des Joyeux Loufoques et Mlle Macaron partent camper en pleine montagne. Dans l'épisode, ils apprennent les rudiments de la survie. Alors qu'ils jouent près d'un lac, un vieil homme vient les avertir qu'un dangereux monstre appelé « esprit du lac » veille. |                                                                                      |                |                |                       |
| 37 | La Fortune est au bout du chemin / Attention ! Moteur !                              |                |                | 30 août 1986          |
| La Fortune est au bout du chemin : Julie et Laura trouvent un porte-monnaie rempli d'argent et décident de le ramener à son propriétaire. En guise de récompense, Laura se voit offrir 10 % de la somme retrouvée. Elle invite les Joyeux Loufoques au restaurant pour leur en faire profiter. Sortis du restaurant, les Joyeux Loufoques trouvent un sac de sport rempli de billets de banque. Voulant faire bonne impression et ne se considérant pas comme des criminels, ils décident de ramener ce sac au commissariat le plus proche. Toutefois, la tâche s'avère plus difficile que prévu et, par inadvertance, ils permettent au propriétaire du sac de le retrouver pendant qu'ils finissent coursés par un policier furieux et armé. Attention ! Moteur : Une équipe de tournage prend place dans le lycée pour tourner le film Le Collège fou, fou, fou. L'actrice principale est la cousine germaine de Laura. Alors qu'ils assistent à une scène de tournage, les Joyeux Loufoques se voient offrir le rôle des méchants de l'histoire qui viendront agresser le jeune couple du film. Ils répètent une scène où ils se font frapper sans vergogne, mais ne pensant pas qu'il s'agissait de répétitions, ils désespèrent de continuer à tourner dans le film alors qu'ils étaient très enthousiastes au début.                                                                                              |                                                                                      |                |                |                       |
| 38 | La Déclaration / En cas d’incendie                                                   |                |                | 6 septembre 1986      |
| La Déclaration : Mr Jidaï prend la défense de Jackie et sa bande face à un agresseur armé d'une barre de fer. Au vu de son courage, Jackie tombe amoureuse de Jidaï. Alors qu'il donne un cours de judo à ses élèves, Jackie entre sur le tatami et, prise de panique, lui fait une prise avant de le jeter au sol. Elle décide de partir sans même lui déclarer sa flamme. En cas d'incendie : Pour commencer un nouveau trimestre, Mlle Hilary enseigne à ses élèves les moyens de combattre un incendie, aux côtés de Mlle Macaron et Mr Jidaï. Comme à leur habitude, les Joyeux Loufoques finissent par saboter les cours. |                                                                                      |                |                |                       |
| 39 | Le Match de volley                                                                   |                |                | 13 septembre 1986     |
| Marie, capitaine du club de volley-ball féminin du lycée s'entraîne avec ses coéquipières. Cependant, ses coéquipières se retrouveront intoxiquées par les pâtisseries que Jim avait apportées. Dans le but de réparer leur erreur, les Joyeux Loufoques remplacent les coéquipières de Marie pour jouer face à l'équipe rivale, les Mammouths, et sa capitaine qui est une redoutable attaquante. L'équipe de Marie parvient tant bien que mal à gagner face aux Mammouths. Mais Marie, dans un esprit de compétition, avoue avoir triché et mis des garçons dans son équipe. Contre toute attente, l'attaquante adverse avait elle aussi des garçons dans son équipe. |                                                                                      |                |                |                       |
| 40 | Le Café des Joyeux Loufoques / Pauvre Lassie                                         |                |                | 20 septembre 1986     |
| Le Café des Joyeux Loufoques : Les Joyeux Loufoques tiennent un salon de thé qui ne marche pas fort comparé à celui de Laura et ses copains. Ils tentent donc un coup de publicité pour que leur chiffre d'affaires augmente. Entretemps, un groupe toxique, baptisé le Trio de la haine, qui comprend d'anciennes connaissances de Laura, vient rendre visite à Laura dans son salon de thé. Par esprit de vengeance, ses copains les expédient chez les Joyeux Loufoques. Pauvre Lassie : Par un beau jour ensoleillé, les Joyeux Loufoques jouent au base-ball. En renvoyant la balle, Ray casse par inadvertance la fenêtre d'un voisin réputé bagarreur. Celui-ci vient les voir pour obtenir des explications, mais Lassie vient à leur secours faisant croire que c'est lui qui a expédié la balle. Ray de son côté fait croire à Lassie que le voisin est un entraineur professionnel qui cherche un joueur qualifié. Un match de baseball s'engage entre les deux, et Lassie finit assommé. Se sentant trahi, Lassie décide de rester seul dans son coin. Après un affreux cauchemar, Ray décide de se faire pardonner en le traitant comme un frère. |                                                                                      |                |                |                       |
| 41 | N'est pas conforme qui veut / Les Loufoques et la restauration                       |                |                | 27 septembre 1986     |
| N'est pas conforme qui veut : Donald Ducks, frère de Ronald (l'adepte des mathématiques); veut faire partie de la bande des Joyeux Loufoques. Ray lui donne une chance en lui faisant subir une épreuve. Les Loufoques et la restauration : Les Joyeux Loufoques se restaurent chez un chef dont les clients se font rares. N'ayant pas de quoi payer l'addition, les Joyeux Loufoques doivent aider au service. Ils sont plus tard rejoints par Laura et Julie à la plonge. Insatisfaits du service, les clients restants partent sans payer. Mlle Macaron et Mr Jidaï qui étaient de passage entrent dans le restaurant pour manger, mais pensant qu'ils étaient invités, n'ont pas de quoi payer non plus. Le chef finit par littéralement exploser son restaurant. |                                                                                      |                |                |                       |
| 42 | Vive le sport !                                                                      |                |                | 11 octobre 1986       |
| Deux équipes s'affrontent au lycée, les maillots blancs et les maillots rouges. L'équipe des maillots blancs dans laquelle sont les Joyeux Loufoques, Julie et Laura remportent toutes les manches d'une manière délirante comme à l'accoutumée. |                                                                                      |                |                |                       |
| 43 | Des élèves inoubliables / Ray et la pêche à la ligne                                 |                |                | 18 octobre 1986       |
| Des élèves inoubliables : C'est la journée portes ouvertes aux parents dans le collège de Kiri. Cependant, son père, atteint de la grippe, ne peut se lever. Il doit se rétablir vite auquel cas Ray devra le remplacer, ce que ne veut pas Kiri. Après une prière de Kiri le soir, son père se rétablit miraculeusement et peut assister à la journée portes ouvertes. Cela n'empêche pas Ray et les Joyeux Loufoques d'y assister non plus. Ils harcèlent leur ancien professeur, Mr Citron (Mr Lenane), qui, fou furieux, finira par les courser. Ray et la pêche à la ligne : Julie et Laura sont au bord d'un lac en train de faire leurs devoirs. Elles sont surprises par un monstre. Le lendemain, de nombreux pêcheurs, dont les Joyeux Loufoques, tenteront de capturer ce monstre. À la tombée du jour, ils affrontent un professionnel nommé Philibert qu'ils réussissent à battre en capturant le dit monstre, qui était en réalité un petit poisson. |                                                                                      |                |                |                       |
| 44 | Le Chagrin de Jeannot / Le Symbole de la jeunesse                                    |                |                | 25 octobre 1986       |
| Le Chagrin de Jeannot : Jeannot a le blues. Jim raconte au reste des Joyeux Loufoques ce qui a pu le déprimer : lui et Jeannot assistaient à un match de tennis féminin alors que Jeannot reçut une balle de tennis en pleine tête. Il fit alors la connaissance de Macha, pour qui il tombera amoureux. Effectivement, les deux passent beaucoup de temps ensemble. Alors qu'il s'en prend violemment à Ted, Jeannot surprend une conversation entre Macha et ses copines. En réalité, Jeannot lui rappelait son singe domestique. Après avoir appris cette nouvelle, Jeannot déprime de nouveau, mais Ray, pour lui remonter le moral, tente de lui rappeler son passe-temps préféré : toucher les filles. Le Symbole de la jeunesse : Mr Jidai organise un concours de photographies où les élèves doivent prendre en photo ce qui symbolise la jeunesse. Le vainqueur recevra l'appareil photo dernier cri de Mr Jidai. |                                                                                      |                |                |                       |
| 45 | Et si on partait en voyage                                                           |                |                | 1er novembre 1986     |
| La classe des Joyeux Loufoques part en voyage à Mureaux et Saint-Jean. Ray parvient in extremis à attraper le train à temps. Plus tard, une bataille d'oreillers s'engage entre les Joyeux Loufoques et Samson et sa bande. Encore plus tard, Ted se réveille pour boire du saké qu'il donne à Ray. Ce dernier passe le lendemain alcoolisé. |                                                                                      |                |                |                       |
| 46 | Les Joyeux Loufoques s’initient au base-ball / La Visite médicale                    |                |                | 8 novembre 1986       |
| Les Joyeux Loufoques s'initient au base-ball : Les Joyeux Loufoques se font interpeller par le gérant d'une boutique qui leur propose de fabuleux prix. Ils affrontent Samson et sa bande. Le gérant s'avère être un escroc qui voulait les faire payer et ne pas partager les prix. La Visite médicale : À chaque jour de la visite médicale, Jeannot a pour habitude de venir toucher les filles. Alors que les garçons doivent remettre leurs échantillons de selle à Mlle Macaron, jeannot ne se sent pas inspiré et fonce aux toilettes. De leur côté, les filles effectuent à leur tour leur visite médicale sous l'œil attentif de Mr Jidaï qui, au courant des méfaits de Jeannot, tente de prendre ce dernier en flagrant délit. Finalement, Jeannot reste coincé aux toilettes et ne peut donc entreprendre ces méfaits. |                                                                                      |                |                |                       |
| 47 | Les Os du dinosaure / Ray se déguise en prêtre                                       |                |                | 15 novembre 1986      |
| Les Os du dinosaure : Le lycée a fait une découverte incroyable, celle des os d'un dinosaure géant d'au moins 50 mètres de long. Ils découvrent également que les dinosaures et les humains se seraient croisés. Ray raconte sa théorie où il transpose sa vie et celle des Joyeux Loufoques en ce temps lointain. À la fin, on apprend que c'était une équipe de tournage qui, il y a 20 ans, avait enterré ces faux os sous la cour du lycée pour y tourner la première saison de leur série Série des Grands monstres. Ray se déguise en prêtre : Ray tente de remplacer un prêtre malade. Il demande l'aide de Ted, mais rien ne se passe comme prévu et tous les deux finissent par se battre. |                                                                                      |                |                |                       |
| 48 | Une jeune fille à sa fenêtre / La Marmite tragique                                   |                |                | 22 novembre 1986      |
| Une jeune fille à sa fenêtre : Jim se rend au lycée en courant sous une pluie battante. Sur son chemin, une jeune fille lui balance son parapluie depuis sa fenêtre d'hôpital. Jim avoue au reste des Joyeux Loufoques que ça faisait un moment qu'il la croisait sur son chemin. Ils décident ensemble d'aller lui rendre son parapluie. La Marmite tragique : Mr Jidaï n'a plus de quoi se nourrir jusqu'à sa prochaine paye qui tombe dans 3 jours. Après une discussion avec Mlle Macaron, il s'entretient avec les Joyeux Loufoques leur prétextant d'organiser une « fête des plats » le soir-même. Entretemps, il reçoit un énorme saumon envoyé par sa mère. Il tente de le cacher des Joyeux Loufoques jusqu'à la fin de la soirée. ted et Ray finissent par le trouver et le plongent dans la marmite. Jidaï se rend compte qu'ils ont mangé son saumon et devient furieux. |                                                                                      |                |                |                       |
| 49 | Tel est pris qui croyait prendre                                                     |                |                | 29 novembre 1986      |
| Mr Jidaï croise la route d'un célèbre peintre, Pablo Picassiette. Il s'agit en réalité d'un présentateur de télévision qui l'a piégé pour son émission. Les Joyeux Loufoques qui étaient présents à ce moment décident de l'aider à prendre sa revanche sur le présentateur et son équipe. |                                                                                      |                |                |                       |
| 50 | Le Trésor de Lassie / L’anniversaire de Laura                                        |                |                | 6 décembre 1986       |
| Le Trésor de Lassie : Ray et sa famille sont à table et regardent les informations. La télévision les informe qu'un agriculteur a découvert d'anciennes pièces d'or et qu'il est devenu riche. Alors que Lassie creuse dans le jardin, il découvre lui aussi des pièces d'or. Il tente d'en informer Ray, sa famille et même les Joyeux Loufoques mais personne ne comprend. Par dépit, il finit par enterrer sa découverte et revenir à sa vie d'avant. L'anniversaire de Laura : laura ne peut organiser de fête chez elle car son père travaille sur une peinture. Elle finit par l'organiser quand même. Son père, réveillé, lui montre la toile qu'il lui offre. |                                                                                      |                |                |                       |
| 51 | Une catastrophe / Le Billet gagnant                                                  |                |                | 13 décembre 1986      |
| Une catastrophe : Ray a uriné dans son lit après avoir fait un cauchemar. Il échafaude un plan pour tenter de se disculper et éviter les moqueries des autres. Il tente d'abord d'accuser son chien Lassie. Finalement, lors d'un coup de fil avec Ted, ce dernier entend qu'il a mouillé son lit. Le Billet gagnant : Ray et les Joyeux Loufoques jouent à la loterie pour tenter de remporter un voyage à Hawaï. Ils tentent leur chance au stand tenu par Julie et Laura. |                                                                                      |                |                |                       |
| 52 | Un vendeur malchanceux / Le Père Noël                                                |                |                | 20 décembre 1986      |
| Un vendeur malchanceux : Un vendeur d'abonnements malhonnête fait du porte-à-porte dans le quartier. Il frappe chez Artémus ou lui, Ray et leur voisine Jaco jouent à la papa et à la maman. Le Père Noël : Ray a rêvé du père Noël et est persuadé que c'est un signe. Il raconte son rêve au reste des Joyeux Loufoques et leur propose de faire une tournée des cadeaux dans leur quartier. |                                                                                      |                |                |                       |
| 53 | Le Concours de cerfs-volants / Le Cambrioleur                                        |                |                | 3 janvier 1987        |
| Le Concours de cerfs-volants : Plusieurs bandes du lycée Ichido s'affrontent pendant un concours de cerfs-volants. Le Cambrioleur : Ray et son chien Lassie affrontent leurs voisins et leurs animaux respectifs : Artémus et son perroquet ainsi que Jaco et son singe domestique. Tous surprennent deux « déménageurs » et souhaitent les aider. Il s'agissait en réalité de voleurs qui seront appréhendés par la police. |                                                                                      |                |                |                       |
| 54 | La Course d’endurance / Le Dîner en ville                                            |                |                | 10 janvier 1987       |
| La Course d’endurance : C'est l'hiver. Ray, malade comme un chien, reçoit la visite du reste des Joyeux Loufoques qui lui demandent de participer à une course d'endurance très difficile. Le Dîner en ville : Ray, Kiri et leur père décident de faire une sortie un soir au restaurant. Leur conversation est surprise par leurs voisins qui s'apprêtaient également à sortir manger. Une bataille d'égos s'engage entre les deux familles, qui décident de se ruiner pour manger à la même table dans un restaurant gastronomique. |                                                                                      |                |                |                       |
| 55 | Vive les sports d’hiver                                                              |                |                | 17 janvier 1987       |
| La classe de 2e part en classe de neige et est hébergée chez l'oncle de Mlle Hilary. Rien ne se passe comme prévu. |                                                                                      |                |                |                       |
| 56 | Professeur en visite / Les Joies du patinage                                         |                |                | 24 janvier 1987       |
| Professeur en visite : Kiri (Karine dans l'épisode) apprend par ses amis que c'est la journée où leur professeur principal, Mlle Cabochard, rend visite aux parents d'élèves. Pour éviter la honte de sa vie, Kiri tente de se débarrasser de son frère et de son père. Pour une raison qu'elle ignore, ils parviennent toujours à se libérer de ses pièges. Finalement, après un coup de téléphone, Mlle Cabochard leur apprend qu'elle passera demain. Les Joies du patinage : Les Joyeux Loufoques apprennent le patinage dans la patinoire de la ville. Ils se retrouvent confrontés à la bande des Bourreaux des cœurs qu'ils défient pour une course. |                                                                                      |                |                |                       |
| 57 | Meunier tu dors / La Partie de Bowling                                               |                |                | 31 janvier 1987       |
| Meunier tu dors : Jim a deux passions : manger et dormir. Dès le matin, ses parents ne peuvent le réveiller peu importe la manière. Ils le confient alors à Jeannot qui vient le chercher pour aller au lycée. La Partie de Bowling : Hyppolite a invité Laura et les Joyeux Loufoques à jouer au bowling. |                                                                                      |                |                |                       |
| 58 | Le Bourreau des cœurs / Un grand coiffeur                                            |                |                | 7 février 1987        |
| Le Bourreau des cœurs : Jeannot veut séduire les filles mais n'y parvient pas. Il demande les conseils du chef des Bourreaux des cœurs, mais malgré ça ses avances auprès des filles restent un échec. Un grand coiffeur : Ray a les cheveux trop longs, et tente de trouver une coupe qui lui convienne. Il demande à Ted de lui couper les cheveux, mais Ted, piètre coiffeur, lui rase les cheveux. |                                                                                      |                |                |                       |
| 59 | Les Visions de Dan / Le Concours de hamburger                                        |                |                | 14 février 1987       |
| Les Visions de Dan : Dan développe des facultés à lire dans l'avenir après avoir attrapé la grippe. Le Concours de hamburger : L'oncle de Jim, qui tient un restaurant de burgers, est sur la paille à cause du concurrent d'en face qui attire plus de monde que lui. Jim fait appel a ses copains pour aider son oncle à se remettre sur pied. Ils organisent un concours de burger gratuits où les concurrents perdants doivent payer l'addition. |                                                                                      |                |                |                       |
| 60 | Contes de fée pour Lassie                                                            |                |                | 21 février 1987       |
| Ray entraîne Lassie à la boxe. Un soir, lors d'un diner de famille, les informations mettent en garde les automobilistes contre deux malfaiteurs - Black Ted (ancien boxeur) et Joey Bubblegum - qui ont réussis à amasser plus d'un million de francs grâce à un scénario bien rodé. Le lendemain, les deux individus recommencent leur scénario en heurtant la voiture d'une très jeune bourgeoise nommée Mlle Saori Kuramochi. Alors que le majordome de cette dernière est parti chercher l'argent nécessaire pour éviter un procès, Saori s'aperçoit qu'il s'agit d'une supercherie et menace de tout dire à la police. Les deux individus décident de la kidnapper et de la cacher dans un chantier en construction. Lassie et sa bande de chiens qui ont assisté à la scène, réussissent à la sauver. Pour le remercier, Saori décide d'adopter Lassie. Ainsi, il mène une vie de rêve. Cependant, sa famille s'aperçoit de son absence et s'inquiète. Un soir, ses amis chiens rendent visite à Lassie ; ils le convainquent que sa famille est désespérée de son absence. Touché par ces douces paroles, Lassie revient vite chez lui, mais en réalité son absence ne s'est pas fait ressentir et sa famille s'étonne même de le revoir aussi tôt. |                                                                                      |                |                |                       |
| 61 | Un déjeuner original                                                                 |                |                | 28 février 1987       |
| 1re partie : Ted trouve porte close devant la boutique de la famille Ichido. Cependant, il entend un bruit à l'étage alors que la famille était censée s'absenter. Avec Lassie, il s'introduit chez Ray pour voir ce qu'il s'y passe. Finalement, c'était Ray qui avait dormi toute la matinée et qui s'était réveillé depuis peu. Alors que midi approche, ils se retrouvent sans quoi manger et décident de préparer le déjeuner, ce qui s'avère être une catastrophe. 2e partie : C'est le 3 mars, la fête des filles au Japon. À cette occasion, Kiri ressort des cartons contenant ses poupées dont l'une d'entre elles, qui lui rappelle sa mère disparue, s'est brisée. Elle s'en retrouve démoralisée. Les Joyeux Loufoques organisent une fête (un spectacle de poupées vivantes) pour tenter de la faire sourire. Entretemps, le grand-père de Ray rend visite à sa famille. |                                                                                      |                |                |                       |
| 62 | Salut ami robot !                                                                    |                |                | 7 mars 1987           |
| La classe des Joyeux Loufoques accueille un nouvel élève, un robot baptisé Lloyd Ando. Les Joyeux Loufoques décident de se lier d'amitié avec lui. Pour les remercier, Lloyd tient à les présenter à son « père » et créateur, le Dr Ando. Alors que le Dr présente son « jouet » à Lloyd, un robot à l'effigie d'un mammouth que les Joyeux Loufoques détruisent en l'essayant. Entretemps, Lassie se fait courser par un chien de garde robot et finit pris au piège dans un feu. Lloyd volera au secours de Lassie. |                                                                                      |                |                |                       |
| 63 | Un record dur à battre / Une cérémonie mouvementée                                   |                |                | 14 mars 1987          |
| Un record dur à battre : Mr Jidaï veut empêcher les Joyeux Loufoques d'établir un nouveau record de retard au lycée. Il décide donc, le lendemain matin, d'aller chez chacun d'entre eux pour le trainer de force à l'heure. Voyant qu'il n'a pas réussi à les emmener à temps, Mr Jidaï décide de barricader l'établissement pour les empêcher d'entrer et ainsi homologuer leur record. Julie et Laura qui trainaient dans le coin leur apprend que c'est la fête de l'école, donc qu'il n'y a pas cours. Une cérémonie mouvementée : C'est la remise des diplômes au lycée. Les Joyeux Loufoques, qui n'obtiendront jamais de diplômes de toute façon, décident de changer les fiches de Mlle Macaron qui préside cette cérémonie. |                                                                                      |                |                |                       |
| 64 | La Compétition                                                                       |                |                | 21 mars 1987          |
| Les Joyeux Loufoques s'entrainent avec Mr Jidaï en vue d'une compétition inter-collèges de judo contre une équipe sacrément féroce. |                                                                                      |                |                |                       |
| 65 | Une bonne action                                                                     |                |                | 28 mars 1987          |
| Ray et Don recroisent leur vieil ami devenu livreur de lait, Émile. Ensemble, ils se remémorent leurs années à l'école primaire. |                                                                                      |                |                |                       |
| 66 | Une drôle de pièce                                                                   |                |                | 11 avril 1987         |
| Mlle Hillary engage un metteur en scène pour un spectacle de Roméo et Juliette. Lors des répétitions, les Joyeux Loufoques sèment la zizanie. Ils sont alors expulsé de la salle avec le metteur en scène. Pour se venger, le metteur en scène décide d'écrire une histoire originale qui mélange plusieurs contes pour enfants. La pièce devient un vrai scandale. |                                                                                      |                |                |                       |
| 67 | Les Cinglés de la discipline contre les Loufoques / Courage, vous avez dit courage ? |                |                | 18 avril 1987         |
| Les Cinglés de la discipline contre les Loufoques : Julie et Laura sont importunées par trois types irrespectueux dans le train. Les « superman de la discipline » décident d'intervenir et de leur donner une leçon. À la demande des filles, les « superman de la discipline » viennent remettre de l'ordre dans leur classe au lycée. Ils tentent de remettre particulièrement les Joyeux Loufoques, qu'ils ont repérés comme étant les éléments perturbateurs, sur le droit chemin, mais c'est peine perdue. Courage, vous avez dit courage ? : Kiri et son ami se retrouvent piégés par deux individus louches. Censé la défendre, son ami prend peur et est humilié devant Kiri et d'autres filles qui passaient dans le coin. Décidé à travailler son courage, il veut se rendre à un parc d'attraction terrifiant. Kiri et les Joyeux Loufoques décident de le filer incognito, mais Ray finit par faire tomber leur couverture. |                                                                                      |                |                |                       |
| 68 | La Grande Kermesse / Le Jour de la paie                                              |                |                | 25 avril 1987         |
| La Grande Kermesse : Ray et les Joyeux Loufoques décident d'aider sa petite sœur et ses amis à vendre des objets pendant la kermesse de son école. Le Jour de la paie : Mr Jidaï reçoit sa paie du mois. Fauché, il tente d'échapper à ses collègues professeurs et ses élèves qui tentent de manger à ses frais. |                                                                                      |                |                |                       |
| 69 | Le Roi du ping-pong / Je veux devenir un homme                                       |                |                | 2 mai 1987            |
| Le Roi du ping-pong : Les Joyeux Loufoques jouent du ping-pong entre eux. Hippolyte se joint à eux, mais le Roi du ping-pong le défie pour un match. Ray doit alors affronter à son tour le Roi du ping-pong et parvient à le battre facilement sachant que le Roi du ping-pong a un très bon service mais qu'il ne sait pas jouer. Je veux devenir un homme : Le frère de Laura est impossible. Les Joyeux Loufoques promettent à Laura d'en faire un homme. |                                                                                      |                |                |                       |
| 70 | Il faut que ça change / Un choix difficile                                           |                |                | 16 mai 1987           |
| Il faut que ça change : Laura fait appel à la bande des Femmes pour arrêter de se faire marcher sur les pieds. Jackie, la chef de la bande, tente d'endurcir Laura mais rien n'y fait. Un choix difficile : Jackie croise son ennemie jurée aux bras d'un prétendant à qui elle force la main. Pour ne pas perdre la face, Jackie lui dit qu'elle également un compagnon, et bien meilleur que celle de sa rivale. Jackie n'a en réalité pas de compagnon. Elle décide de choisir parmi les cinq Joyeux Loufoques en finissant par Ray. Finalement, la rivale de Jackie n'a pu se rendre au rendez-vous, et Jackie laisse tomber Ray. |                                                                                      |                |                |                       |
| 71 | Notre chère Laura / Pauvre Lassie                                                    |                |                | 23 mai 1987           |
| Notre chère Laura : Laura tente de s'occuper d'elle, mais son petit frère et son père lui réclament à manger. Fatiguée et à bout de nerfs à cause de leur comportement, Laura fuit le domicile familial. Pauvre Lassie : Pendant une journée pluvieuse, Lassie détruit par inadvertance sa niche. Il tente de le faire comprendre en vain à sa famille. Alors qu'il vagabonde dans la rue, son démon intérieur lui fait croire que sa famille ne tient pas à lui. Mais tout bascule alors qu'il voit arriver une nouvelle niche que sa famille lui a trouvée. |                                                                                      |                |                |                       |
| 72 | Les Otages / Qui est le chef ?                                                       |                |                | 30 mai 1987           |
| Les Otages : Deux bandits prennent en otage la classe de Mlle Macaron, qui leur apprenait à cuisiner. Mr Jidaï et les Joyeux Loufoques tentent de mettre ces bandits hors d'état de nuire. Alors qu'ils s'apprêtent à rentrer dans la classe pour se battre, les bandits se retrouvent à terre, intoxiqués par les pâtes qu'a préparées Julie. Qui est le chef ? : Ray se fait critiquer par Mr Jidaï car il « pensait ». Heurté par ses propos, Ray remet sa démission de chef des Joyeux Loufoques n'estimant qu'il n'a pas la carrure d'un penseur. Chacun des Joyeux Loufoques est alors désigné pour devenir le nouveau chef mais aucun ne peut remplir ce rôle correctement. Ils finissent par nomme Lassie comme leur chef, mais rien ne se passe comme prévu. |                                                                                      |                |                |                       |
| 73 | Ne pas dépasser les doses prescrites / La Partie de tennis                           |                |                | 6 juin 1987           |
| Ne pas dépasser les doses prescrites : Mr Jidaï plonge dans la piscine de l'école pendant un jour d'hiver pour impressionner ses élèves. Après avoir attrapé un rhume, le professeur de science de l'école lui concocte une mixture maison pour guérir. Alors que les Joyeux Loufoques viennent rendre visite à Mr Jidaï, ils tombent sur un tas de moisissures. La Partie de tennis : Les Joyeux Loufoques jouent au tennis et s'affrontent entre eux. |                                                                                      |                |                |                       |
| 74 | La Chute d’un héros / Les Loufoques et le sport                                      |                |                | 13 juin 1987          |
| La Chute d’un héros : Mikado excelle à l'art du combat de kendo. Hippolyte (ou Barnabé dans l'épisode) tente de le battre mais il échoue. Ray décide à son tour d'affronter Mikado. Ce dernier qui, juste là, restait sérieux et gardait un secret, se met à rire en cachette des pitreries des Joyeux Loufoques. Une lycéenne qui était présente sait désormais pourquoi il était si sérieux : car il a une drôle de tête quand il se met à rire. Ce secret se répandra alors dans tout l'établissement. Les Loufoques et le sport : les Joyeux Loufoques tentent de battre leurs records médiocres au sport. |                                                                                      |                |                |                       |
| 75 | Une amitié à toute épreuve / Bonne fête papa                                         |                |                | 20 juin 1987          |
| Une amitié à toute épreuve : Artemus (Dany, dans l'épisode) est solitaire et tente de se faire des amis. Il décide de soudoyer la bande des Joyeux Loufoques pour qu'il fasse partie de sa bande. Bonne fête papa : C'est la fête des pères demain, et le père de Kiri et Ray leur suggère à demi-mot de lui payer un aller aux sources d'eau chaude. Cependant, lors d'une conversation avec Laura qui, elle, leur avoue avoir fait ce cadeau à son père, Kiri et Ray s'aperçoivent qu'ils avaient oublié cette fête. Les deux pères font finalement une halte dans une source d'eau chaude locale plutôt que dans les montagnes. |                                                                                      |                |                |                       |
| 76 | Les Bonnes résolutions de Julie / Lassie va faire les courses                        |                |                | 27 juin 1987          |
| Les Bonnes résolutions de Julie : Julie est en pleine crise et ses parents s'inquiètent pour elle. Pensant ne pas se trouver de mari plus tard à cause de son caractère impulsif, elle essaye de changer en se comportant comme une femme douce. Elle invite les Joyeux Loufoques, mais à force Ted s'agace de son comportement. Julie part en courant les larmes aux yeux de chez elle avant d'être réconfortée par son père. Frappée à la tête par une balle envoyée par Ted, elle retrouve son comportement impulsif habituel. Lassie va faire les courses : Ray, à qui on lui a confié la corvée des courses, envoie Lassie les faire à sa place. Mais celui-ci tombe sur Ted qui l'invite à boire du saké. Entretemps, Ray se fait passer un savon par son père et sa sœur. |                                                                                      |                |                |                       |
| 77 | Elsa                                                                                 |                |                | 4 juillet 1987        |
| Une fille sauvage, Elsa, parvient à s'échapper de la vigilance d'escrocs qui l'ont capturée et qui voulaient faire fortune malgré elle. Elle fait la rencontre de Ray et des Joyeux Loufoques. Elsa finit par retrouver ses parents et à se débarrasser des escrocs qui la pourchassaient. |                                                                                      |                |                |                       |
| 78 | Lassie assure son rôle de père                                                       |                |                | 11 juillet 1987       |
| Lors d'un match de baseball entre eux, les Joyeux Loufoques découvrent un chiot qui ressemble trait pour trait à Lassie et en déduisent qu'il est son père. Ils lui confient alors la garde du chiot. Lassie essaye de s'en débarrasser mais, imaginant le pire, tente tant bien que mal de le retrouver. Alors que Lassie s'y attache, le petit chiot retrouve son véritable propriétaire à s'avère ne pas être le fils de Lassie. |                                                                                      |                |                |                       |
| 79 | Le Billet de loterie / Le Plus populaire des professeurs                             |                |                | 25 juillet 1987       |
| Le Billet de loterie : Mr Jidaï découvre qu'il a gagné à la loterie. Il tente de le cacher à ses élèves pour ne pas attirer l'attention. Les Joyeux Loufoques le découvrent et tentent de lui soutirer une part de la somme. Voulant retirer son argent à la banque, Mr Jidaï apprend que son billet était périmé plus d'une semaine. Le Plus populaire des professeurs : Mr Jidaï surprend une discussion entre Mlle Hilary et Mlle Macaron. Apprenant que le professeur le plus populaire de l'école pourrait intéresser Mlle Macaron pour un éventuel mariage, Mr Jidaï tente de soudoyer ses élèves en vue d'élections en interne pour les professeurs les plus populaires. Du côté des hommes, Mr Jidaï finit ex-aequo avec d'autres professeurs et devient fou. |                                                                                      |                |                |                       |
| 80 | Quand on aime, on ne compte pas / Lassie est amoureux                                |                |                | 1er août 1987         |
| Quand on aime, on ne compte pas : Ray rêve de pastèques, son fruit préféré. Alors qu'il a l'occasion d'en manger à volonté chez ses copains, il en fait une indigestion. Il croise sur son chemin Julie et laura qui décident de l'inscrire à un concours de mangeurs de pastèques qu'il gagne haut la main malgré son indigestion. Il finit l'épisode dégoûté des pastèques. Lassie est amoureux : Lassie a travaillé dur pour acheter une bague pour l'offrir à Belle. Cependant, en croisant Ray et Ted, il perd la bague au fond de l'eau. Se sentant incompris, il décide de se venger de Ray et Ted, mais échoue dans ses tentatives. Ray finit par retrouver sa bague et à lui redonner. |                                                                                      |                |                |                       |
| 81 | La Maison fantôme                                                                    |                |                | 15 août 1987          |
| Les Joyeux Loufoques se racontent des histoires d'horreur chez Ray. À cause d'un violent orage et d'une panne de courant, ils décident de tous dormir dans la maison. Mais deux cambrioleurs qui portent des masques pour ne pas se faire reconnaître sèment la zizanie en pleine nuit. |                                                                                      |                |                |                       |
| 82 | Le Petit chat perdu / Le Grand ménage                                                |                |                | 22 août 1987          |
| Le Petit chat perdu : Un chaton perd de vue sa mère et se noie. L'ami de Kiri vient le sauver, et Kiri décide de prendre soin du chaton. Le Grand ménage : Mlle Macaron se dispute avec sa grand-mère, qui n'accepte pas le désordre chez elle. Vexée, sa grand-mère décide de ne plus jamais revenir et élit domicile chez Ray et sa famille afin de leur apprendre à faire les tâches ménagères. À l'aide de Mr Jidaï, la grand-mère, sous le charme de ce premier, accepte les excuses de Mlle Macaron. |                                                                                      |                |                |                       |
| 83 | Vive les vacances / La Métamorphose de Dan                                           |                |                | 29 août 1987          |
| Vive les vacances : Laura et ses amis vont à la plage avec leurs professeurs. Ils sont rejoints au dernier moment par les Joyeux Loufoques. À la fin de l'épisode, Ray sauve le chapeau porte-bonheur de Laura au péril de sa vie face à une lame de fond. Il est sauvé par Laura grâce au bouche-à-bouche. La Métamorphose de Dan : Les Joyeux Loufoques font leurs devoirs chez Mr Jidaï. Ils découvrent la dissertation de Dan, qui aurait souhaité être une femme. Les Joyeux Loufoques tentent de lui faire comprendre par leurs propres moyens. Finalement, Dan s'est transformé en homme viril pendant que les autres se sont féminisés. |                                                                                      |                |                |                       |
| 84 | Défi dans la pagode à deux étages                                                    |                |                | 12 septembre 1987     |
| Les Joyeux Loufoques s'inscrivent au karaté et affrontent des grands maîtres d'arts martiaux. |                                                                                      |                |                |                       |
| 85 | Rassemblement immédiat !                                                             |                |                | 19 septembre 1987     |
| les Joyeux Loufoques se remémorent leurs aventures avec des flashbacks. |                                                                                      |                |                |                       |
| 86 | Le Dernier jour des Joyeux Loufoques                                                 |                |                | 26 septembre 1987     |
| Les Joyeux Loufoques décident de sécher les cours pour profiter du soleil. Cependant, Ray part au secours d'un bébé en danger et se fracasse la tête sur un toit. Après avoir repris connaissance, il n'est plus le même : il est désormais un élève sérieux et studieux qui tente de remettre sa bande sur le droit chemin. |                                                                                      |                |                |                       |

## Film
Le film n'est sorti qu'au Japon au format cassette vidéo.
| No | Titre français                    | Titre japonais      | Titre japonais       | Date de 1re diffusion |
| No | Titre français                    | Kanji               | Rōmaji               | Date de 1re diffusion |
| -- | --------------------------------- | ------------------- | -------------------- | --------------------- |
| 1  | Highschool! Kimengumi - The Movie | ハイスクール!奇面組 | Haisukūru! Kimengumi | 12 juillet 1986       |